# Polyzoa minor
Polyzoa minor is een zakpijpensoort uit de familie van de Styelidae. De wetenschappelijke naam van de soort werd voor het eerst geldig gepubliceerd in 1970 door Claude Monniot.